# Sometimes in April
Sometimes in April és un telefilm estatunidenc de 2005 sobre el genocidi ruandès de 1994, escrita i dirigida pel realitzador d'Haití Raoul Peck. El repartiment inclou Idris Elba, Oris Erhuero, Carole Karemera i Debra Winger.

## Argument
La història gira entorn d'Augustin Muganza, un hutu que lluita per passar pàgina després d'haver presenciat la mort d'un milió de persones en 100 dies. La trama esdevé entre el genocidi el 1994 i l'abril de 2004, quan Augustin és convidat pel seu germà, Honoré Butera, a visitar-lo mentre està en judici per la seva participació en el genocidi.
La pel·lícula reflecteix les actituds i les circumstàncies que condueixen a l'esclat de la violència brutal, les històries entrellaçades de les persones que lluiten per sobreviure al genocidi i les conseqüències de la justícia i la reconciliació. La trama també es relaciona amb escenes de Prudence Bushnell, Secretària d'Estat adjunta d'Afers d'Àfrica per al president nord-americà Bill Clinton, i els seus inútils intents d'aturar el genocidi i advetir al govern i al públic estatunidenc de reconèixer el genocidi tal com es desenvolupa.

## Repartiment
- Idris Elba - Augustin Muganza
- Oris Erhuero - Honoré Butera
- Carole Karemera - Jeanne
- Debra Winger - Prudence Bushnell
- Noah Emmerich - Lionel Quaid
- Pamela Nomvete - Martine
- Fraser James - Xavier Miango
- Abby Mukiibi Nkaaga - Coronel Théoneste Bagosora
- Aïssa Maïga - Jove Militant

## Recepció
Encara que aquesta pel·lícula es va emetre originalment per HBO, va ser posteriorment emesa per Public Broadcasting Service i seguida d'una taula rodona pel periodista Jeff Greenfield. Paul Bonerwitz és un dels oradors.
A diferència d'Hotel Rwanda, que va ser qualificada de PG-13 i tenia la major part de la violència de genocidi subtilment implicada més del que no es mostra, aquesta pel·lícula va destacar pel seu retrat més gruixut i gràfic de la violència, que li dona una puntuació TV-MA.